# هلال شوال

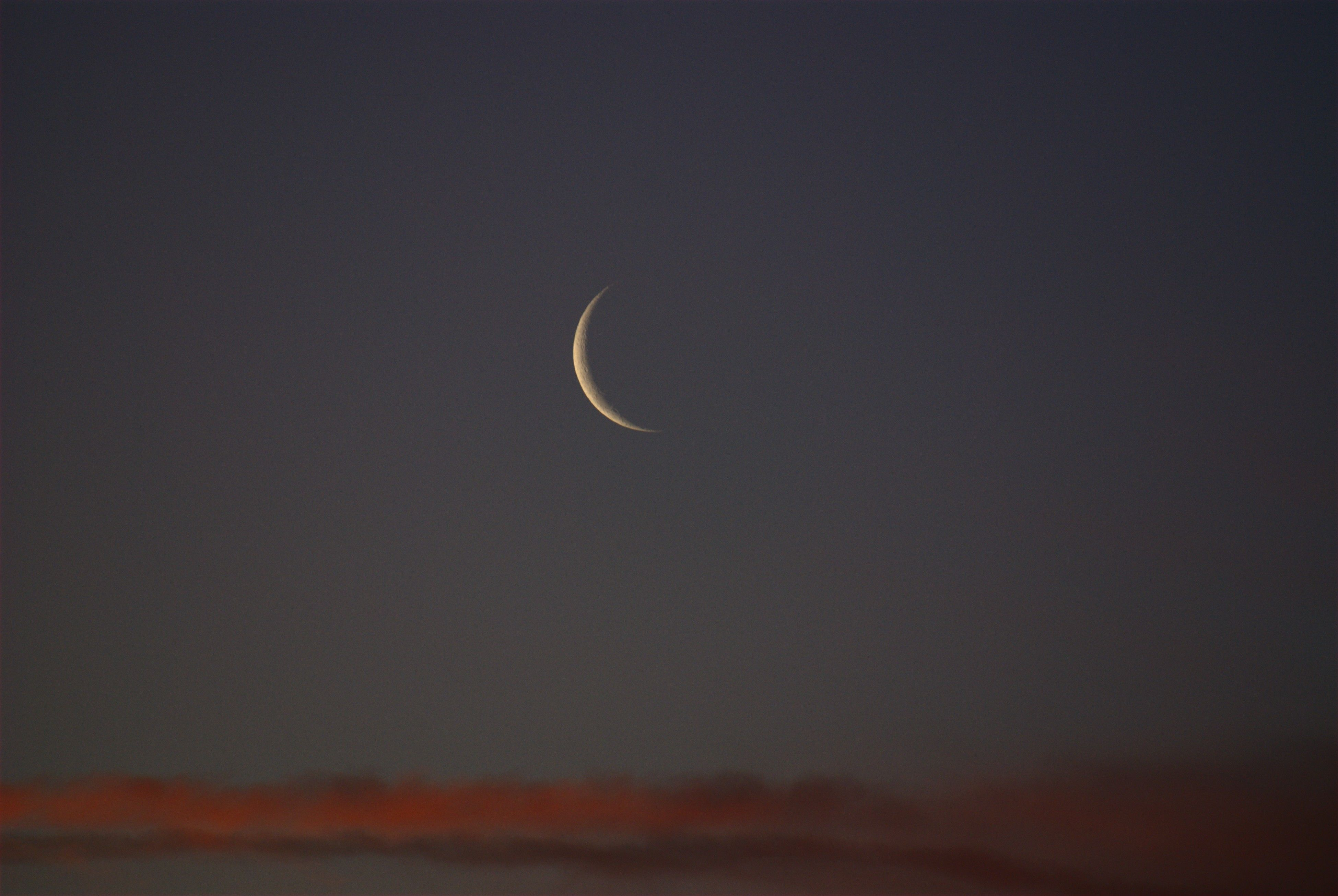
الهلال عند الغروب.

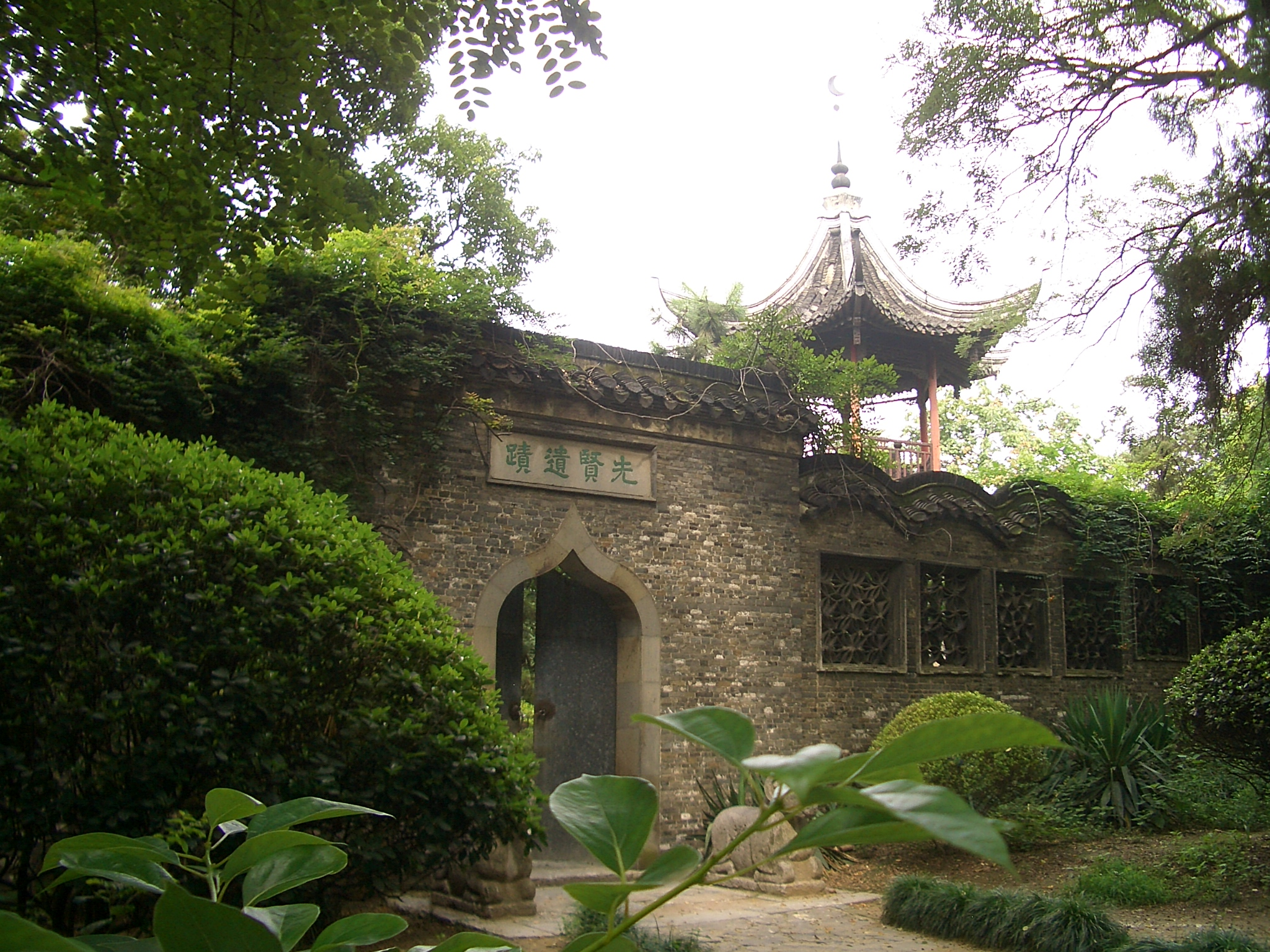
برج «رؤية الهلال» بمسجد يانغتشو في الصين.

رؤية هلال شوال هو مؤشر لبداية شهر شوال حيث يحتفل المسلمون في أول أيامه بعيد الفطر، وتتويجا لنهاية لصوم شهر رمضان. يتحرى هلال شوال في الجهة الغربية من السماء بعد غروب شمس الـ29  من رمضان. فإن تم رصده يكون آخر أيام رمضان، ويصبح اليوم التالي هو أول شوال. وإلا يتم إتمام رمضان إلى ثلاثين يوما.

## شروق القمر وغروبه
[بحاجة لمصدر]
و القمر يشرق ويغرب تماما كما تشرق الشمس وتغرب. يعتقد الكثيرون أن القمر يشرق ليلا ويغرب نهارا، وهو مفهوم خاطئ، ففي الواقع يختلف وقت إشراق وغياب الهلال من يوم إلى أخر، فالقمر يغير أطواره كاملة كل 29.5 يوماً تقريباً، حيث يمكن رؤيته يتحول من طور إلى طور، مبتدئًا بالمحاق، ومروراً بالهلال المتزايد، ثم التربيع الأول والأحدب المتزايد، ثم البدر والأحدب المتناقص، ثم التربيع الثاني، ثم الهلال المتناقص، وعودة مرة أخرى إلى المحاق وخلال هذا التغير يشرق القمر ويغرب خلف الأفق. وفي المقابل فالشمس تشرق دائما من جهة الشرق صباحا (عمومًا)، وتغرب في جهة الغرب (عمومًا) وتستغرق المدة بين كل شروق شمس والتالي 24 ساعة. أما القمر فهو لا يشرق دائماً ليلا كما لا يغرب نهارا. فموعد شروق القمر يعتمد على طور القمر.فمثلا عندما يكون القمر محاقا (معتم) فهذا يعني إنه يشرق مع شروق الشمس ويغيب مع غيابها (بصورة تقريبية). وفي طور التربيع الأول فالقمر يشرق تمام منتصف النهار ويغيب في فترة منتصف الليل. وفي طور البدر فهو يشرق مع غروب الشمس ويغرب مع شروقها. وطور الهلال المتزايد يعني شروقه بعد الشمس بقليل وغروبه بعد غروب الشمس بقليل.

## شروط رؤية الهلال العلمية
[بحاجة لمصدر]
يجب توفر شرطين أساسيين لرؤية الهلال، لا يمكن رؤيته بانعدام أحدهما:
1. - أن تكون مرحلة المحاق التام (الاقتران، أو أقصى سواد للقمر) قد تمت قبل قبل غروب الشمس، ذلك أن الهلال الجديد سيتكون بعد تمام مرحلة المحاق. فإذا لم نصل إلى مرحلة المحاق فلا معنى لتحري الهلال
2. - أن يكون غروب القمر بعد غروب الشمس، وذلك لأن غروب القمر قبل غروب الشمس يعني أنه لن يوجد هلال ليبحث عنه في الافق بعد غروب الشمس. فإذا غاب الهلال قبل الشمس أو معها لا يمكن رؤيته، وقد تم تأكيد هذه النقطة في توصيات الاجتماع السابع للجنة توحيد الاهلة عام 1998م في جدة.[3]

إلا أن توفر الشرطين أيضا لا يعني إمكانية رؤية الهلال بالعين المجردة. فبعد القمر يختلف من وقت لأخر عن الأرض فكلما كان القمر أبعد كانت رؤية الهلال أصعب. كما أن غروب القمر فورا أو بعد مدة قصيرة من غياب الشمس سيعني أن موقعه قريب من الشمس، مما يعني أنه لم يبتعد عن الشمس بما فيه الكفاية لتعكس حافته ضوء الشمس على شكل الهلال. كما أن ضوء الشفق الباهر ستحجب أي إضائة قد يتسبب بها انعكاس ضوء الشمس على القمر (ضوء الهلال).كما أن غيابه بعد مدة قصيرة جدا من غياب الشمس يعني أنه قريب جدا من الأفق وقت الرصد؛ لأن أشعة الضوء القادمة من القمر ستسير مسافة أكبر ضمن الغلاف الجوي. هذا الأمر يؤدي إلى تشتّت الأشعة بحيث لا يصل منها إلا القليل (لهذا يسهل النظر إلى الشمس وقت الغروب بينما يكون من المستحيل تحمل وهجها في الظهيرة)

## اختلاف وسائل تحديد بداية شوال بين دول العالم

### 2004
كما الخطأ في رؤية هلال شوال أصبح شائعا جدا في نهاية القرن العشرين وبداية القرن الواحد والعشرون، وترجع الاختلافات إلى عدة أسباب، منها عدم فهم الظواهر الطبيعية، ففي عام 2004 قامت سبع دول عربية بإعلان رؤية الهلال قبل يوم واحد من الموعد الممكن علميا، من ضمنها جميع دول الخليج العربي باستثناء عُمان، حيث تم اعتبار السبت 13 نوفمبر 2004 أول يوم شوال. فسر الأستاذ الدكتور وهيب الناصر، أستاذ الفيزياء بجامعة البحرين ونائب رئيس الجمعية الفلكية البحرينية، هذا الخطأ برؤية الأفراد لسراب قطبي. مع تأكيده على استحالة الرؤية الفعلية للهلال. نفس الخطأ نبه إليه الدكتور صالح العجيري، والذي يعتبره الكثير عميدا للفلكيين الكويتيين.

### 2005
في عام 2005 تكرر نفس الأمر ولكن بحدة اختلاف أقل حيث أعلنت ليبيا عن حلول أول يوم من شوال في يوم الأربعاء الموافق 2 نوفمبر 2005.

### 2006
[بحاجة لمصدر]
بعض الدول الإسلامية تعتمد في بعض الحالات نقطة المحاق لتحديد بداية شهر شوال كما هو الحال في ليبيا حيث أعلنت ليبيا مساء يوم 22 أكتوبر 2006 أن عيد الفطر (أول أيام شوال) هو يوم الإثنين 23 أكتوبر، مع استحالة الرؤية البصرية اعتمادا على وصول القمر لنقطة المحاق، مع تجاهل إمكانية الرؤية البصرية من عدمها (إلا أنهم أعلنوا صراحة عن عدم إمكانية الرؤية البصرية مساء يوم الأحد)، وأرجعوا سبب تحديدهم ليوم غرة شوال إلى اعتمادهم على إحدى نظريات الحساب الفلكي، حيث هناك اتجاه من علماء المسلمين يرون باعتماد الحساب الفلكي استناداً إلى رؤية فقهية لنصوص الكتاب والسنة، ولاعتقادهم بعدم تعارض الكتاب والسنة مع التطور العلمي. وبحسب نظرية حساب فلكي أخرى فإنه لا يمكن رؤية القمر إلا بعد انتظار فترة زمنية معينة، يقطع خلالها القمر مسافة ضمن مداره، مما يتيح للهلال بالنمو، بحيث يمكن رؤيته. هذه الفترة الزمنية يقدرها البعض بمدة تتراوح بين ثمان إلى عشر ساعات وذلك في ظروف جوية مناسبة، حيث لا تكون السماء ملبدة بالغيوم.
بالمقابل ورغم عدم قدرة المراصد في الخليج على رؤية الهلال، إلا أنه تم اعتماد رؤية ما أطلق عليهم الشوّيفة والذين يفترض ان لهم نظرا أقوى من العادة.

#### تدخل المشروع الإسلامي لرصد الأهلة
المشروع الإسلامي لرصد الأهلة، وهو مشروع عالمي يضم علماء وخبراء في رصد الأهلة، يؤكد أن إعلان السعودية بداية رمضان كان خطأ فادح، حيث أكد بيان المشروع أن:
الإعلان عن رؤية الهلال يوم الجمعة حين كان القمر غائبا هو جهل بأبسط البديهيات العلمية.
بل وشكر المشروع الدول التي أبت أن تستخف بالعقول ولم تعلن ثبوت رؤية الهلال يوم الجمعة حسب نص بيانهم 
المشروع الإسلامي أقام عدة مواقع للرصد على مستوى العالم يوم السبت لم تستطع إي منها أن تشاهد الهلال على الرغم من كون جميع المشاركين من الأخصائيين ومزودين بأجهزة حديثة. توزعت الفرق على الدول التالية لتغطية أكبر توزيع جغرافي:
| • أندونيسيا | • ماليزيا         | • الجزائر | • تنزانيا          |
| • نيجيريا   | • البوسنة والهرسك | • غينيا   | • الولايات المتحدة |

أما مساء يوم الأحد فلم تتم المشاهدة في كل من أستراليا، الهند، إيران، العراق، الكويت، السعودية، الأردن، لبنان، ليبيا، تونس، الجزائر، المغرب، السنغال، البوسنة، بريطانيا،
بينما شاهدته كل من تنزانيا، نيجيريا، جنوب أفريقيا، الولايات المتحدة.

#### حسابات إمكانية الرؤية
في الجداول التالية جميع الأوقات محسوبة حسب توقيت غرينتش وليس التوقيت المحلي. وتم استعمال الإحداثيات لمواقع ضمن المدن لضمان أعلى دقة.

##### مكة المكرمة
| الكعبة: مكة المكرمة، السعودية - دائرة عرض: 21 26 20.88 N - خط طول: 39 49 34.46 E                                              | |
| مساء يوم الأحد 22-10-2006 | مساء يوم الأثنين 23-10-2006 |
| - مغيب الشمس: 14:51 - مغيب القمر: 14:51 لحظة غياب القمر: - عمر القمر: 14 ساعة - نسبة الهلال 0% - بعد القمر عن الأرض 402458 كم | - مغيب الشمس: 14:50 - مغيب القمر: 15:28 لحظة غياب القمر: - عمر القمر: يوم وعشرة ساعات - نسبة الهلال 2% - بعد القمر عن الأرض 400092 كم |
| الرؤية: مستحيلة | الرؤية: ممكنة |

##### المسجد النبوي
| المسجد النبوي: المدينة المنورة، السعودية - دائرة عرض : 24 28 03.46 N - خط طول : 39 36 40.08 E                                  | |
| مساء يوم الأحد 22-10-2006 | مساء يوم الأثنين 23-10-2006 |
| - مغيب الشمس: 14:49 - مغيب القمر: 14:49 لحظة غياب القمر: - عمر القمر : 14 ساعة - نسبة الهلال 0% - بعد القمر عن الأرض 402462 كم | - مغيب الشمس: 14:48 - مغيب القمر: 15:23 لحظة غياب القمر: - عمر القمر : يوم وعشرة ساعات - نسبة الهلال 2% - بعد القمر عن الأرض 400103 كم |
| الرؤية: مستحيلة | الرؤية: ممكنة |

##### مدينة صور في عمان
| صور، عُمان: - دائرة عرض : 22 34 32.25 N - خط طول : 59 31 23.39 E | |
| مساء يوم الأحد 22-10-2006                                       | مساء يوم الأثنين 23-10-2006 |
| - مغيب الشمس: 13:31 - مغيب القمر: 13:30 لحظة غياب القمر:        | - مغيب الشمس: 13:31 - مغيب القمر: 14:05 لحظة غياب القمر: - عمر القمر : يوم وثمان ساعات - نسبة الهلال 2% - بعد القمر عن الأرض 400240 كم |
| الرؤية: مستحيلة                                                 | الرؤية: ممكنة علميا |

##### منطقة مراد اليمنية - باب المندب
| مراد: اليمن - مضيق باب المندب - دائرة عرض : 12 40 48.17 N - خط طول : 43 29 59.36 E | |
| مساء يوم الأحد 22-10-2006                                                          | مساء يوم الأثنين 23-10-2006 |
| - مغيب الشمس: 14:44 - مغيب القمر: 14:48 لحظة غياب القمر:                           | - مغيب الشمس: 14:43 - مغيب القمر: 15:28 لحظة غياب القمر: - عمر القمر : يوم وعشر ساعات - نسبة الهلال 2% - بعد القمر عن الأرض 400094 كم |
| الرؤية:مستحيلة                                                                     | الرؤية: ممكنة علميا |

##### القرن الأفريقي
| بور فان: القرن الأفريقي الصومال - دائرة عرض : 11 48 54.78 N - خط طول : 51 06 16.40 E | |
| يوم الأحد 22-10-2006                                                                 | يوم الأثنين 23-10-2006 |
| - مغيب الشمس: 14:14 - مغيب القمر: 14:18 لحظة غياب القمر:                             | - مغيب الشمس: 14:14 - مغيب القمر: 14:58 لحظة غياب القمر: - عمر القمر : يوم وعشر ساعات - نسبة الهلال 2% - بعد القمر عن الأرض 400147 كم |
| الرؤية: مستحيلة                                                                      | الرؤية: ممكنة |

##### مومباسا
| مومباسا : كينيا - دائرة عرض : 4 04 14.67 S - خط طول : 30 40 50.33 E                                                            | |
| يوم الأحد 22-10-2006 | يوم الأثنين 23-10-2006 |
| - مغيب الشمس: 15:48 - مغيب القمر: 16:01 لحظة غياب القمر: - عمر القمر : 14 ساعة - نسبة الهلال 0% - بعد القمر عن الأرض 402378 كم | - مغيب الشمس: 15:48 - مغيب القمر: 16:47 لحظة غياب القمر: - عمر القمر : يوم إحدى عشر ساعة - نسبة الهلال 2% - بعد القمر عن الأرض 399953 كم |
| الرؤية: مستحيلة | الرؤية: ممكنة |

##### جزر القمر
| موروني: جزر القمر - دائرة عرض : 11 42 26.16 S - خط طول : 43 15 12.32 E                                                         | |
| مساء يوم الأحد 22-10-2006 | مساء يوم الأثنين 23-10-2006 |
| - مغيب الشمس: 15:04 - مغيب القمر: 15:18 لحظة غياب القمر: - عمر القمر : 14 ساعة - نسبة الهلال 0% - بعد القمر عن الأرض 402422 كم | - مغيب الشمس: 15:04 - مغيب القمر: 16:07 لحظة غياب القمر: - عمر القمر : يوم واحد وعشر ساعات - نسبة الهلال 2% - بعد القمر عن الأرض 400024 كم |
| الرؤية: مستحيلة | الرؤية: ممكنة |

##### موريتانيا
| نواكشط: موريتانيا - دائرة عرض : 18 05 46.88 N - خط طول : 15 58 38.27 W                                                         | |
| مساء يوم الأحد 22-10-2006 | مساء يوم الأثنين 23-10-2006 |
| - مغيب الشمس: 18:37 - مغيب القمر: 18:45 لحظة غياب القمر: - عمر القمر : 14 ساعة - نسبة الهلال 0% - بعد القمر عن الأرض 402119 كم | - مغيب الشمس: 18:37 - مغيب القمر: 19:23 لحظة غياب القمر: - عمر القمر : يوم واحد و 13 ساعة - نسبة الهلال 2% - بعد القمر عن الأرض 399739 كم |
| الرؤية: مستحيلة | الرؤية: ممكنة |

##### الرباط
| قصبة الأوداية: الرباط - المغرب - دائرة عرض : 34 01 53.79 N - خط طول : 6 50 09.63 W                                             | |
| مساء يوم الأحد 22-10-2006 | مساء يوم الأثنين 23-10-2006 |
| - مغيب الشمس: 17:45 - مغيب القمر: 17:43 لحظة غياب القمر: - عمر القمر : 13 ساعة - نسبة الهلال 0% - بعد القمر عن الأرض 402210 كم | - مغيب الشمس: 17:44 - مغيب القمر: 18:13 لحظة غياب القمر: - عمر القمر : يوم واحد و 13 ساعة - نسبة الهلال 2% - بعد القمر عن الأرض 399798 كم |
| الرؤية: مستحيلة | الرؤية: ممكنة |

##### لندن
| محطة قطارات واترلو : لندن بريطانيا - دائرة عرض : 51 30 08.90 N - خط طول : 0 06 46.9 W                                          | |
| مساء يوم الأحد 22-10-2006 | مساء يوم الأثنين 23-10-2006 |
| - مغيب الشمس: 16:53 - مغيب القمر: 16:35 لحظة غياب القمر: - عمر القمر : 11 ساعة - نسبة الهلال 0% - بعد القمر عن الأرض 402310 كم | - مغيب الشمس: 16:51 - مغيب القمر: 16:50 لحظة غياب القمر: - عمر القمر : يوم واحد و 11 ساعة - نسبة الهلال 2% - بعد القمر عن الأرض 399946 كم |
| الرؤية: مستحيلة | الرؤية: مستحيلة |

##### هامبورغ - ألمانيا
| مبنى البرلمان: هامبورغ، ألمانيا - دائرة عرض : 53 33 00.80 N - خط طول : 9 59 31.55 E                                            | |
| مساء يوم الأحد 22-10-2006 | مساء يوم الأثنين 23-10-2006 |
| - مغيب الشمس: 16:08 - مغيب القمر: 15:47 لحظة غياب القمر: - عمر القمر : 11 ساعة - نسبة الهلال 0% - بعد القمر عن الأرض 402285 كم | - مغيب الشمس: 16:06 - مغيب القمر: 16:00 لحظة غياب القمر: - عمر القمر : يوم واحد و 11 ساعة - نسبة الهلال 2% - بعد القمر عن الأرض 400036 كم |
| الرؤية: مستحيلة | الرؤية: مستحيلة |

##### بريمن - ألمانيا
| المركز الإسلامي الثقافي، بريمن ألمانيا - دائرة عرض : 53 05 09.00 N - خط طول : 8 48 13.22 E                                     | |
| مساء يوم الأحد 22-10-2006 | مساء يوم الأثنين 23-10-2006 |
| - مغيب الشمس: 16:14 - مغيب القمر: 15:54 لحظة غياب القمر: - عمر القمر : 11 ساعة - نسبة الهلال 0% - بعد القمر عن الأرض 402285 كم | - مغيب الشمس: 16:12 - مغيب القمر: 16:07 لحظة غياب القمر: - عمر القمر : يوم واحد و 11 ساعة - نسبة الهلال 2% - بعد القمر عن الأرض 400024 كم |
| الرؤية: مستحيلة | الرؤية: مستحيلة |

##### كارلسروهه - ألمانيا
| محطة القطارات الرئيسية، كارلسروهه ألمانيا - دائرة عرض : 48 59 36.51 N - خط طول : 8 24 09.34 E                                  | |
| مساء يوم الأحد 22-10-2006 | مساء يوم الأثنين 23-10-2006 |
| - مغيب الشمس: 16:22 - مغيب القمر: 16:26 لحظة غياب القمر: - عمر القمر : 14 ساعة - نسبة الهلال 0% - بعد القمر عن الأرض 402350 كم | - مغيب الشمس: 16:22 - مغيب القمر: 16:26 لحظة غياب القمر: - عمر القمر : يوم واحد و 11 ساعة - نسبة الهلال 2% - بعد القمر عن الأرض 399991 كم |
| الرؤية: مستحيلة | الرؤية: مستحيلة |

##### إستنبول
| اسكوداك: إستنبول تركيا - دائرة عرض : 41 03 27.51 N - خط طول : 29 04 46.97 E                                                     | |
| مساء يوم الأحد 22-10-2006 | مساء يوم الأثنين 23-10-2006 |
| - مغيب الشمس: 15:13 - مغيب القمر: 15:04 لحظة غياب القمر: - عمر القمر : 10 ساعات - نسبة الهلال 0% - بعد القمر عن الأرض 402442 كم | - مغيب الشمس: 15:12 - مغيب القمر: 15:29 لحظة غياب القمر: - عمر القمر : يوم واحد و 10 ساعات - نسبة الهلال 2% - بعد القمر عن الأرض 400092 كم |
| الرؤية: مستحيلة | الرؤية: صعبة |

##### طهران
| مطار مهراباد : طهران إيران - دائرة عرض : 35 41 29.20 N - خط طول : 51 19 16.35 E                                                | |
| مساء يوم الأحد 22-10-2006 | مساء يوم الأثنين 23-10-2006 |
| - مغيب الشمس: 13:51 - مغيب القمر: 13:43 لحظة غياب القمر: - عمر القمر : 9 ساعات - نسبة الهلال 0% - بعد القمر عن الأرض 402557 كم | - مغيب الشمس: 13:50 - مغيب القمر: 14:12 لحظة غياب القمر: - عمر القمر : يوم واحد و 9 ساعات - نسبة الهلال 2% - بعد القمر عن الأرض 400228 كم |
| الرؤية: مستحيلة | الرؤية: صعبة |

##### كابول
| مطار كابول الدولي: كابول، أفغانستان - دائرة عرض : 34 33 39.16 N - خط طول : 69 12 57.84 E                                       | |
| مساء يوم الأحد 22-10-2006 | مساء يوم الأثنين 23-10-2006 |
| - مغيب الشمس: 12:41 - مغيب القمر: 12:32 لحظة غياب القمر: - عمر القمر : 7 ساعات - نسبة الهلال 0% - بعد القمر عن الأرض 402658 كم | - مغيب الشمس: 12:40 - مغيب القمر: 13:01 لحظة غياب القمر: - عمر القمر : يوم واحد و 8 ساعات - نسبة الهلال 2% - بعد القمر عن الأرض 400350 كم |
| الرؤية: مستحيلة | الرؤية: ممكنة |

##### مدينة الكويت
| أبراج الكويت: مدينة الكويت، الكويت - دائرة عرض : - خط طول : 29 23 22.90 N                                                   | |
| 48 00 10.44 E | الرؤية: مستحيلة |
| - مساء يوم الأحد 22-10-2006 - مغيب الشمس: 14:11 لحظة غياب القمر: - مغيب القمر: 14:07 - عمر القمر : 9 ساعات - نسبة الهلال 0% | - مساء يوم الأثنين 23-10-2006 - مغيب الشمس: 14:10 لحظة غياب القمر: - مغيب القمر: 14:39 - عمر القمر : يوم واحد و 9 ساعات - نسبة الهلال 2% |
| بعد القمر عن الأرض 402523 كم                                                                                                | بعد القمر عن الأرض 400180 كم |

##### البحرين
| مطار البحرين الدولي: المحرق، البحرين - دائرة عرض : 26 16 22.62 N - خط طول : 50 37 2506 E                                       | |
| مساء يوم الأحد 22-10-2006 | مساء يوم الأثنين 23-10-2006 |
| - مغيب الشمس: 14:04 - مغيب القمر: 14:01 لحظة غياب القمر: - عمر القمر : 9 ساعات - نسبة الهلال 0% - بعد القمر عن الأرض 402532 كم | - مغيب الشمس: 14:03 - مغيب القمر: 14:35 لحظة غياب القمر: - عمر القمر : يوم واحد و 9 ساعات - نسبة الهلال 2% - بعد القمر عن الأرض 400187 كم |
| الرؤية: مستحيلة | الرؤية: ممكنة |

##### الدوحة
| نادي الدوحة: الدوحة، قطر - دائرة عرض : 25 17 07.05 N - خط طول : 51 33 17.86 E                                                  | |
| مساء يوم الأحد 22-10-2006 | مساء يوم الأثنين 23-10-2006 |
| - مغيب الشمس: 14:01 - مغيب القمر: 13:59 لحظة غياب القمر: - عمر القمر : 9 ساعات - نسبة الهلال 0% - بعد القمر عن الأرض 402535 كم | - مغيب الشمس: 14:00 - مغيب القمر: 14:33 لحظة غياب القمر: - عمر القمر : يوم واحد و 9 ساعات - نسبة الهلال 2% - بعد القمر عن الأرض 400191 كم |
| الرؤية: مستحيلة | الرؤية: ممكنة |

##### عمان - الأردن
| كلية االهندسة والتكنولوجيا، الجامعة الأردنية، عمان، الأردن - دائرة عرض : 32 00 38.02 N - خط طول : 35 52 32.41 E                 | |
| مساء يوم الأحد 22-10-2006 | مساء يوم الأثنين 23-10-2006 |
| - مغيب الشمس: 14:53 - مغيب القمر: 14:48 لحظة غياب القمر: - عمر القمر : 10 ساعات - نسبة الهلال 0% - بعد القمر عن الأرض 402465 كم | - مغيب الشمس: 14:52 - مغيب القمر: 15:19 لحظة غياب القمر: - عمر القمر : يوم واحد و 10 ساعات - نسبة الهلال 2% - بعد القمر عن الأرض 400110 كم |
| الرؤية: مستحيلة | الرؤية: ممكنة |

##### دمشق
| الجامع الأموي: دمشق، سورية - دائرة عرض : 33 30 40.96 N - خط طول : 36 18 24.86 E                                                 | |
| مساء يوم الأحد 22-10-2006 | مساء يوم الأثنين 23-10-2006 |
| - مغيب الشمس: 14:53 - مغيب القمر: 14:48 لحظة غياب القمر: - عمر القمر : 10 ساعات - نسبة الهلال 0% - بعد القمر عن الأرض 402466 كم | - مغيب الشمس: 14:52 - مغيب القمر: 15:18 لحظة غياب القمر: - عمر القمر : يوم واحد و 10 ساعات - نسبة الهلال 2% - بعد القمر عن الأرض 400111 كم |
| الرؤية: مستحيلة | الرؤية: ممكنة |

#### نتيجة التحري
أجمع علماء الفلك على استحالة رؤية هلال شهر شوال مساء السبت أو الأحد 21 و22 أكتوبر 2006 في جميع الدول الإسلامية، كما أجمعوا على أنه ستتحقق رؤيته الشرعية مساء الإثنين 23 أكتوبر، مما يعني أن الثلاثاء 24 أكتوبر 2006 سيكون أول أيام عيد الفطر بحسب الرؤية الشرعية. إلا أن الدول التي صامت يوم السبت 23 سبتمبر أعلنت حلول العيد يوم الأثنين 23 أكتوبر، وذلك بسبب كون يوم الأحد هو المتمم لثلاثين يوما من رمضان. وبالتالي، لا تهم رؤية الهلال بقدر أهمية مرور 30 يوما على رمضان.
المجلس الأوروبى للافتاء والبحوث، أعلن حلول عيد الفطر يوم الإثنين الموافق 23 أكتوبر 2006 م، بشترط ثبوت رؤية الهلال رؤية صحيحة مساء الأحد 22 أكتوبر 2006م في أي دولة، لكن المجلس أعلن:
أن الشمس تغرب في مكة المكرمة في الساعة (17) و (51) دقيقة من مساء يوم الأحد المذكور سابقاً ويغرب القمر في الساعة (17) و (51) دقيقة في مكة المكرمة، ويغرب القمر قبل غروب الشمس في معظم مدن العالم الإسلامي والغربي.. غياب القمر قبل أو أثناء غياب الشمس يعني استحالة رؤية الهلال في تلك المناطق، إلا أن المجلس استعمل عبارة رؤية الهلال تكون صعبة، ولم يقل مستحيلة. مما يظهر محاولة من المجلس لتجنب الصدام.
و بالرغم من اعتماد عدة دول يوم 23 سبتمبر كأول يوم في رمضان، لم يتم رصد هلال رمضان في أي دولة من دول العالم إلا في السعودية والعراق. بالعودة إلى البيانات الرسمية للدول التي أقرت الصيام يوم السبت، فقد تم الإشارة إلى عدم ثبوت رؤية الهلال وأنه تم اعتماد الرؤية المعلنة في السعودية، مما يعني أن الدولتين اللتين أعلنتا ثبوت رؤية الهلال يوم الجمعة كانتا السعودية والعراق.

## هلال عيد الفطر من منظور إسلامي
في القرآن كتاب المسلمين جاء قول الله: ﴿يَسْأَلُونَكَ عَنِ الْأَهِلَّةِ قُلْ هِيَ مَوَاقِيتُ لِلنَّاسِ وَالْحَجِّ وَلَيْسَ الْبِرُّ بِأَنْ تَأْتُوا الْبُيُوتَ مِنْ ظُهُورِهَا وَلَكِنَّ الْبِرَّ مَنِ اتَّقَى وَأْتُوا الْبُيُوتَ مِنْ أَبْوَابِهَا وَاتَّقُوا اللَّهَ لَعَلَّكُمْ تُفْلِحُونَ ۝١٨٩﴾ [البقرة:189]
الهلال له عدة مدلولات شرعية أهمها أنه يعتبر مرجعا زمنيا يحدد المواقيت المهمة في الديانة الإسلامية، هذه المواقيت تبنى على ظهور الهلال أو ما يصطلح على تسميته بداية الشهر العربي. وقد أشار إليه الرسول محمد صلى الله عليه وسلم، نبي الإسلام، بقوله: صوموا لرؤيته، وأفطروا لرؤيته، وعليه تم اعتبار الرؤية أصلا شرعيا، لا يمكن تركها، إلا أن المشكلة هي بتفسير معنى الرؤية، حقيقتها، الصور التي تقع بها، الوسائل التي تستعمل لتحقيقها، من يسمح له بالرؤيا، كيفية أداء الرؤيا، إثبات الرؤيا. وعلى الرغم من جدال البعض بحقيقة عدم وجود أي نوع من الرؤيا غير الرؤية البصرية المباشرة بالعين المجردة في بداية عصر الإسلام، وتوفر عدة أنواع جديدة في العصور التي تلت، وخاصة العصر الحالي، إلا أن جمهور ضخما من الفقهاءيصر على الرؤية البصرية المجردة، متمسكين بحرفية النص النبوي.
و مع ظهور الحساب الفلكي منذ القرن الثالث الهجري، انقسمت الأراء الفقهية حول الحساب، بين رفض مطلق للحساب الفلكي، إلى الاستئناس، إلى القبول في حالة النفي، إلى القبول في حالة استحالة الرؤيا، إلى القبول ولكن بشروط، إلى القبول على أساس الاقتران. وترجع مبررات القائلين باستبعاد الحسابات الفلكية إلى أخذهم بظاهر نصوص الكتاب والسنة، فيرون انه لا سبيل إلى اثبات دخول الشهر الا برؤية الهلال بالعين المجردة، ومن أهم دعاة هذا الرأي ابن باز، وابن تيمية الذي رفض القول باعتماد الحساب في الأهلة وشنع فيه، وقال:
«فمن كتب أو حسب لم يكن من هذه الأمة في هذا الحكم، بل يكون اتبع غير سبيل المؤمنين»، كما قال:  «وهذا من الأسباب الموجبة لئلا يعمل بالكتاب والحساب في الأهلة».
في عام 1984 تم قبول شهادة شاهد برؤية الهلال مع توفر العلم اليقيني الذي يفيد خطأ هذه الشهادة في اليوم الثامن والعشرين من رمضان، وقد تبين لاحقا أنه رأى كوكبي عطارد والزهرة فاعتقدهما الهلال.!. وهذه الفئة يعتقدون أن استعمال الأجهزة المتطورة هو تكلف، وخروج عن النص، حتى لو كان الحساب الفلكي قطعي لا يخالطه الظن، ولهم براهينهم وحججهم المثبتة برأيهم. ومن الأسباب الأخرى هو الجهل بالحساب الفلكي، وعدم الاعتقاد بصحته، فقد نقل ابن حجر عن ابن بزيزة أن اعتبار الحساب هو «مذهب باطل، فقد نهت الشريعة عن الخوض في علم النجوم لأنه حَدس وتخمين، وليس فيه قطع ولا ظن غالب». وسار عليه البعض حتى العصر الحديث.
و أجاز بعض الفقهاء الحساب الفلكي في النفي فقط؛ بحيث إذا تعارضت شهادة الرؤيا البصرية مع الحسابات القاطعة الدقيقة فإن هذه الشهادة ترد. ففي القرن الثامن الهجري ذكر تقي الدين السبكي:
«أن الحساب إذا نفى إمكانية الرؤية البصرية؛ فالواجب على القاضي أن يرد شهادة الشهود، لأن الحساب قطعي والشهادة والخبر ظنيان، والظني لا يعارض القطعي، فضلاً عن أن يُقَدم عليه».
كما قال أيضا :
«والبينـة شـرطها أن يكون ما شهدت به ممكنا حسًا وعقلا وشرعًا، فإذا فرض دلالة الحساب قطعًا على عدم الإمكان اسـتحال القول شرعًا، لاسـتحالة المشــهود به، والشرع لا يأتي بالمســتحيلات. أما شهادة الشهود فتحمل على الوهم أو الغلط أو الكذب».
و أيضا المجلس الأوروبي للإفتاء والبحوث في بيانه الذي نشره يوم 20/9/2004:
«يثبت دخول شهر رمضان أو الخروج منه بالرؤية البصرية، سواء كانت بالعين المجردة أم بواسطة المراصد، إذا ثبتت في أي بلد إسلامي بطريق شرعي معتبر... وهذا بشرط ألا ينفي الحساب الفلكي العلمي القطعي إمكان الرؤية في أي قطر من الأقطار. فإذا جزم هذا الحساب باستحالة الرؤية المعتبرة شرعاً في أي بلد، فلا عبرة بشهادة الشهود التي لا تفيد القطع، وتحمل على الوهم أو الغلط أو الكذب، وذلك لأن شهادة الشهود ظنية، وجزم الحساب قطعي، والظني لا يقاوم القطعي، فضلاً عن أن يقدم عليه، باتفاق العلماء.»

### طرق إثبات دخول شوال شرعا
يثبت دخول شهر شول بواحد من ثلاث أساليب:
1. رؤية الهلال.
2. إكمال عدة شعبان ثلاثين.
3. التقدير للهلال.

اختلف الجمهور في الرؤية: أهي رؤية واحد عدل ، أم رؤية عدلين اثنين ، أم رؤية جم غفير من الناس.
أما إكمال عدة شعبان ثلاثين، فبغض النظر، سواء كان الجو صحوا أم غائما، فإن عدم حصول الرؤية للهلال ليلة الثلاثين من رمضان، يلزم استكماله إلى الثلاثين يوما بشرط أن يكون ثبوت رمضان معروفا منذ بدايته، موثقا لا لبس فيه.